# Flyttank

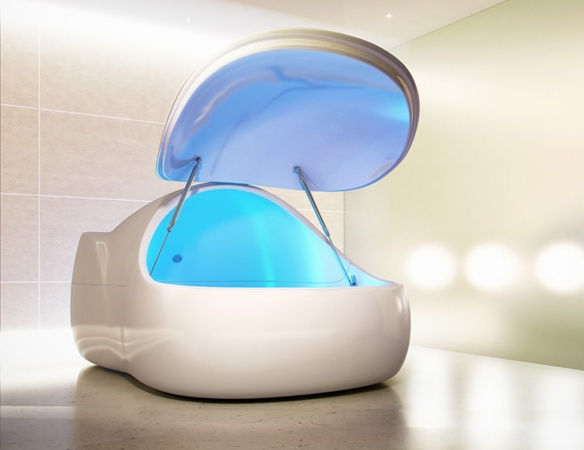
Flyttank.

En flyttank eller floatingtank. På engelska heter behandlingen floatation, flotatation eller floating och floating är också mest vanliga ordet men även Flyt-REST som man använder i Sverige. En floatingtank är en anordning för avskärmande av yttre sinnesintryck. Forskning påbörjades av amerikanen John C. Lilly 1954. Syftet med denna anordning är i främsta hand att lindra stressymptom och kronisk smärta men även sömnstörningar.

## Behandling
Behandlingen består av ett antal sessioner där man ligger i en flyttank. Denna är 2,60 m lång, 1,65 m bred och ca 1,35 m hög. Tanken är fylld till ungefär 25 cm med vatten som berikats med Epsomsalt med kemisk beteckning magnesiumsulfat, salthalt 35-43%, vilket gör att den person som sedan lägger sig i tanken flyter och på så sätt förnimmer viktlöshet. 
Tekniken heter på fackspråk Flotation-R.E.S.T. R.E.S.T står för Restricted Environmental Stimulation Technique. Betydande forskning är gjord om floatingens fördelar vid bl.a. stress, fibromyalgi, värk och reumatism. Karlstad Universitet är sedan 1998-2017 ledande inom forskning kring R.E.S.T. i Europa.

## Effekter
En behandling pågår vanligen i en timme. Under de sista 20 minuterna övergår hjärnan ofta från alfa- eller beta-hjärnvågor till theta. Detsamma sker strax innan man somnar och vaknar, men i flyttanken kan det pågå i flera minuter utan att man går ner i djupsömn. Detta är nyttigt för kreativitet, problemlösning och inlärning. Ju oftare tanken används, desto längre blir theta-perioderna.[källa behövs]
Undersökningar har visat att floating är effektivt i fråga om stressrelaterad smärta och ångest. Enligt en undersökning som under en sjuveckors tid studerade 140 patienter med långvariga symptom blev 22 procent helt fria från smärta medan 56 procent upplevde klar förbättring. Uppdelat efter symptom visade studien att 23 procent sov bättre, 31 procent upplevde mindre stress, 27 procent kände mindre ångest och 24 procent blev mindre deprimerade eller kom helt ur sin depression. Resultaten var stabila vid en uppföljning efter fyra månader.
Tolv sessioner räcker för att uppnå lindring av ångest, depression och andra stressrelaterade symptom. En längre behandlingsperiod har endast visat sig ge något mer smärtlindring och lite lägre blodtryck.
Floating har visat sig vara nyttigt inte bara för personer med kliniska problem utan ger generellt minskad stress och ökad kreativitet. Det har också påvisats hjälpa för personer som lider av kroniska muskelspänningar i ryggen och nacken.

## Annat bruk
Floating används även för att förbättra förutsättningarna för meditation och hypnos, liksom bön. Tanken är att när kroppen slappnar av blir sinnena mer mottagliga för andra verkligheter. Floating har också kombinerats med andra, mer kontroversiella, metoder såsom hallucinogener. Lilly själv använde ofta flyttanken i kombination med LSD, och fram till 1967 då drogen förbjöds spelade den en väsentlig roll i hans forskning. 